# Костинці
Ко́стинці — село в Україні, у Сторожинецькій міській громаді Чернівецькому районі Чернівецької області.

## Розташування
Костинці — розташоване за 20 км на північний захід від Сторожинця і за 34 км від обласного центру. До найближчої залізничної станції села Комарівці — 13 км. Розміщуються Костинці в західній частині Прутсько — Сіретського межиріччя, у передгірній зоні Карпат. Село межує ні північному заході з с. Діброва та с. Виноград, на заході з с. Верхні Станівці, на північному сході з с. Драчинці, сході ― с. Ясени, на півдні з с. Слобода-Комарівці. Протяжність території з півночі на південь становить 7 км, з заходу на схід 6 км. З обласним та районним центрами село зв'язане шосейною дорогою.

## Походження назви села
Є кілька припущень про походження назви села:
1. Від імені молдавського воєводи Костянтина Могили; від кісточок слив, яких можна зустріти в селі мало не на кожному кроці.
2. Є ще одна легенда. У ній розповідається про те, що колись цю місцину сподобав чоловік Костянтин і оселився тут зі своєю родиною. Потім людей ставало все більше й більше, які мали бажання тут жити. Вони утворили село, яке згодом назвали на честь Костянтина.
3. Ще одна легенда стверджує, що колись жив тут хлопець на ім'я Костин, який полюбив одну дівчину й вирішив з нею побратися. Та під час їхнього весілля на село напали турки. Вони нищили все на своєму шляху, людей вбивали, або брали в полон. Хлопець якось втік з полону та вбив турецького ватажка, а свою наречену і полонених визволив. Вороги відступили. Люди святкуючи перемогу в честь Костина вирішили назвати село.
Вперше село згадується в молдавському літописі 1608 року, як Костешти, що дуже подібне до сучасної назви села. Назву села пов'язують з особовим іменем Костянтин.

## Історія

##### Розкопки на території села
Історія села Костинці бере свій початок ще від трипільців, які оселилися тут у IV—III тисячоліттях до н. е. На думку буковинського археолога Евсевія Лазара, який проводив тут розкопки в 1936 році на пагорбі де в даний момент розміщується загальноосвітня школа стверджує, що трипільці були виселені або частково асимільовані племенами, які прийшли до нас з півночі приблизно на початку II тисячоліття до н. е. Археолог дослідив поселення пізньотрипільського та ранньобронзового часу. На місці розкопок він виявив залишки кількох жител, уламки кераміки, кам'яні сокири, вироби з кременю та кісток. Були знайдені також і залишки інших археологічних культур рештки кераміки прикрашеної відбитками шнура.
У 2002—2003 рр. проводилися археологічні розкопки студентським археологічним гуртком «Антіква» (голова гуртка Олександр Купчанко) під керівництвом Сергія Володимировича Пивоварова в урочищі Окопи.
Також Пивоваровим С. В. та Купчанком О. Було виявлено багатошарове різночасове багатошарове поселення в урочищі Цинтина: трипільської (IV-II тисячоліттях до н. е), голіградської (XII—VIII століття до н. е), липицької (ІІ століття до н. е.) культур, а також рештки, які за всіма ознаками належать представникам культури карпатських курганів. Також було виявлено кераміку 14-17 століття.
У південно-східній частині села в урочищі Окопи виявили ще одну археологічну пам'ятку — руїни стародавніх укріплень, слов'яно- руського часу (10-11  ст.). На території городища знайдено впадини від жител-напівземлянок. Таким чином археологічні дослідження стверджують, що на території села ще з давніх-давен жили люди, у яких добре було розвинуте на той час ремесло й господарство.
Наприкінці 50-х років минулого століття в урочищі Селище проводив археологічні розкопки відомий український археолог Борис Тимощук. Він виявив поселення XIV—XV століть. Можливо це було саме те поселення, яке згадується в молдавських літописах 1608 року.

##### Костинці у складі Київської Русі
Село перебувало у складі Київської Русі з кінця IX ст. аж до початку XII.

##### Костинці у складі Галицько Волинського князівства
З початку XII до середини XV століття Костинці перебували у складі Галицько-Волинського князівства.

##### Костинці у складі Молдавського князівства, Османської імперії
У середині XV ст. село увійшло до складу Молдавського князівства. Через 100 років у середині XVI століття Костинці, а разом з ними Буковина з Молдавією перейшли до рук Османської імперії.
На території села побували турки. Грабуючи місцеве населення вони закопали награбоване під трьома буками, наклавши на них закляття. Вони сказали, що якщо ці буки зрубають, половини села нестане. Люди забули про це й зрубали дерева. З часом їхнє пророцтво збулося аж 1999 року. Багато мешканців села знали про скарб і де він захований, проте знайти його не вдалося нікому. Зачарували вони не тільки буки, а ще й дзвони, які знаходяться в селі біля Свято-Михалівської церкви в дзвіниці. Якщо подзвонити в дзвони, коли на Костинці насуваються чорні хмари, які ще не перейшли межу між селами, то граду в не буде. Коли турецькі війська завойовували Буковину, проходячи через Костинці, на горі Горяни (455 м над рівнем моря) вони спорудили дерев'яну вишку. Використовували її для спостереження над навколишніми територіями. До наших днів, на жаль, не збереглась.

##### Костинці у складі Австрії, Австро-Угорщини
7 травня 1775 року Османська імперія передала Буковину Австрії. У селі з'явилися багато німців та євреїв. Вони займалися переважно ремеслом та торгівлею. У селі було 17 крамниць та корчм, які всі належали євреям. Мешкали в Костинцях і українці, які займалися переважно землеробством і тваринництвом. На території села з'являються фруктові сади, які на даний момент є візитною карткою Костинців.
У 1785 році було збудовано Свято-Михайлівську церкву, а разом з нею і дзвіницю, яка збереглася до сьогоднішніх днів. Зачаровані дзвони на нове місце було перенесено з урочища Селище, де проводилися археологічні розкопки в 50-х роках минулого століття. Храм був дерев'яний з п'ятьма куполами.
1860 року було збудовано школу, де було 4 класи.
Перебуваючи у складі Молдавського князівства, а згодом і Османської імперії, Австрії та Румунії, село поступово розросталося й розбудовувалося. На початку XX століття населення села складало 2064 людини.

##### Розпад Австро-Угорщини, початок Першої світової війни. Костинці у складі королівства Румунії
1914 року розпочалася Перша світова війна, костинчани воювали на боці Австро-Угорщини. З фронтів додому повернулися не всі, загинуло 54 людини.
Внаслідок того, що Австро-Угорщина зазнала поразки зі своїми союзниками і розпалася, Костинці разом з Буковиною перейшли до складу Королівства Румунії.

##### Костинці у складі СРСР
1940 року СРСР висунув ультиматум Румунії щодо повернення окупованих 1918 року територій. Після Бесарабсько-буковинського походу румунські війська у паніці залишили Північну Буковину, яка 28 червня 1940 року була возз'єднана з іншими українськими землями у складі УРСР.

##### Початок Другої світової війни
У 1939 році почалася Друга світова війна. З розповідей старожилів та архівних джерел було відновлено події 1941-го року. На території Костинців жило багато євреїв. У липні 1941 в селі з'явилися румунські солдати (можливо, патруль). Тоді деякі костинчани почали активно допомагати окупантам зганяти євреїв у синагогу. Вони тримали їх там під вартою без їжі та без води, аж поки в село не прийшли німецькі війська. Одного ранку євреїв вишикували в колону по четверо в шерензі, яка розтягнулася на десятки метрів, і під конвоєм повели в урочище Бучма. Тут здійснили розправу над мирними жителями: їх розстріляли. Наступного дня коли, на місце трагедії зігнали місцевих жителів, щоб прикопати тіла, чимало розстріляних ще подавали ознаки життя. Земля декілька днів «дихала» Люди, які мешкали неподалік розповідали, що вода в криницях була аж червона від крові. У повоєнний час на місці, де лежить прах невинно закатованих 359 жителів села, встановили пам'ятник. 2005 року на його місці встановили символічну зірку Давида. Ініціаторами цього стала обласна єврейська громада та благодійний фонд «Хесед-Шушана».
Визволили Костинці у березні-квітні 1944 року, коли дорогою з Глиниці через сусіднє село Ясени в'їхали три танки під командуванням Карюкіна, Кривенка та Чугуніна.
Багато жителів Костинців була учасниками війни. Вони брали участь у бойових діях на території тодішньої Чехословаччини, Угорщини, Польщі, Німеччини були нагородженні орденами та медалями.

##### Зміни за Радянської влади
У березні 1947 році було збудовано колгосп «Більшовик». Потім у лютому 1963 року колективне господарство перейменували колгосп ім. І. В. Мічуріна. За колгоспом було закріплено 2628 га. землі, у тому числі 800 га. орної, саду — 196 га., лісу — 545 га. Основним напрямком господарства був тваринницький. У колективному господарстві висівалися такі культури як: льон, пшениця, кукурудза, картопля, цукрові буряки. Добре було розвинене садівництво. за радянської влади в Костинцях було побудовано та перебудовано близько 500 будинків. У селі розміщувалися 3 магазини, об'єднання сільунівермагу «Черемшина» та їдальні «Марічка», сільський будинок культури, який було відкрито 1966 року, побутова майстерня, ощадкаса, пологовий будинок, дит'ясла, бібліотека, загальноосвітня школа (1975 року), дитяча музична школа (1985 року).
У 1979 році згоріла пам'ятка архітектури XVIII століття — Свято-Михайлівська церква, а разом і з нею і весь церковний архів. Люди хотіли звести нову, проте радянська влада не давала дозволу на будівництво.

##### Костинці в часи незалежної України
1991 року вже за незалежної України було розпочате будівництво нової церкви архистратига божого Михаїла, яке закінчилося через 18 місяців, а саме 1992 року.
Ще однією важливою подією в історії села є катастрофічний зсув ґрунтів з гори Сопигора. Тоді, серед ночі 18 квітня 1999 року він призвів до руйнування та пошкодження 140 житлових будинків в урочищі Підсопигора. Внаслідок чого постраждало 493 особи, з них 88 дітей. За класифікацією надзвичайних ситуацій цю проблему віднесли до загальнодержавного рівня. Протягом декількох днів було організовано евакуацію людей з місця надзвичайної події, вивіз майна. На місці зсуву побував тодішній президент України Леонід Кучма. Постраждалим було надано допомогу в купівлі, або будівництві нового житла на території Костинців.
17 липня 2020 року, в результаті адміністративно-територіальної реформи та ліквідації Сторожинецького району, село увійшло до складу Чернівецького району.

## Духовність
На території села Костинці жителями села збудовано 7 капличок. Найдавніша знаходиться в урочищі Заліс. Про неї в народі існує легенда, що побудував її чоловік на ім′я Іван, бо хотів спокутувати свої гріхи. Каміння для будівництва він носив на плечах з річки Брусенка, що за 9 кілометрів. Партійне керівництво хотіло зруйнувати капличку, проте ніхто з жителів села не наважувався це зробити. Виконувати наказ прийшов тільки один чоловік, який незадовго після цього помер прямо на цьому місті. Люди її відбудували і постійно відвідують.
У 1984 році на цвинтарі була збудована капличка за кошти жительки села Струтинської Аглаї. Довгий час радянська влада не давала дозвіл на будівництво, але жінка не здавалася і все ж його отримала.
У 1990 році на кошти та руками жителів кута Підсопигора там же й збудували каплицю. У її будівництві взяли участь Співак Іван, Тудан Дмитро, Мангер Деонізій, Цуркан Михайло, Понич Ілля. Під час зсуву ґрунтів з гори Сопигора капличка руйнації не зазнала. Сюди було привезено з монастиря, що в Петрівцях, ікону плачучої Божої Матері і відбулося богослужіння на підтримку жителів, що постраждали від зсуву.
У 1992 році в центрі Костинців з′явилася ще одна капличка, збудована на кошти дітей і дружини померлого жителя села Масіяна Касіяна. Каплиця стоїть поблизу символічної Трійці, що була поставлена тут ще в роки Першої світової війни, як пам'ять про загиблих в роки війни. У часи радянської влади знак було знесено, але в роки незалежності знову відновлено.
21 вересня 2007 року була освячена каплиця в урочищі Ковбур.
Уже в 2009 році освятили капличку в урочищі Заліс, яку збудувала сім′я Мангер.
21 вересня 2012 року в центрі села була освячена ще одна каплиця.
У селі є дві православні церкви. Одна ПЦУ, а інша УПЦ МП.

## Відомі вихідці і жителі села
- Александрюк Євген Луполувич — завдяки його старанням у Костинцях виріс розкішний сад — візитна картка села. Вивів новий сорт яблук «Александровка».
- Гринчук Валерій Тодорович. — (*01.03.1964, с. Костинці Сторожинецького району Чернівецької області — 26.01.1985). До військової служби закінчив автошколу у селищі Берегомет. Служив у м. Кандагар. 26 січня 1985 р. був важко поранений і помер на полі бою в ДРА. Посмертно нагороджений орденом Червоної Зірки.